# Теза Дюгема-Квайна
Теза Дюгема -Квайна -висунута П. Дюгемом і підтримана пізніше В.В.О. Квайном ідея про можливість збереження будь-якої гіпотези шляхом відповідних змін тієї теоретичної системи, в рамках якої вона була  висунута. 
|              | Будь-яке висловлювання може зберігати свою істинність, якщо ми виконаємо досить рішуче коректування в якомусь розділі системи |
| — П'єр Дюгем | |

## Зміст тези

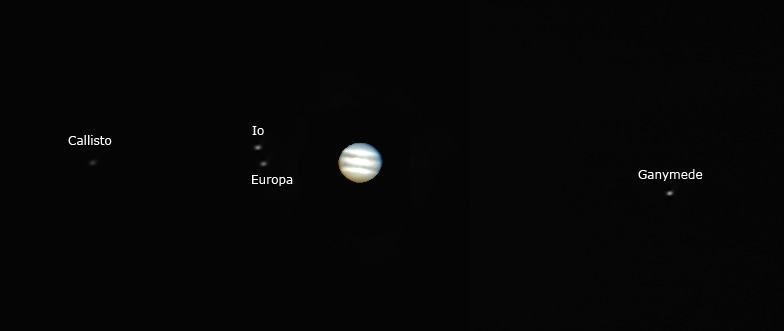
Чотири місяці Юпітера видно через телескоп. Їх відкриття Галілео Галілеєм підтвердило одну групу гіпотез про природу Сонячної системи, яку папська влада відкидала на користь іншої групи.

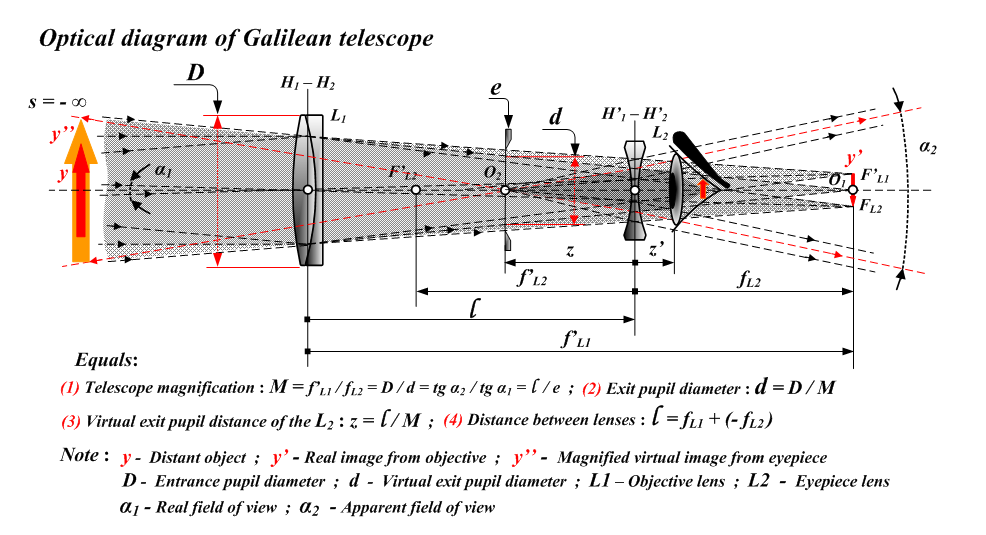
Геометричне оптичне функціонування телескопа Галілея не піддається створенню фіктивних зображень. Наступні ілюстрації Галілея відповідно спростовують одну з двох альтернативних груп гіпотез

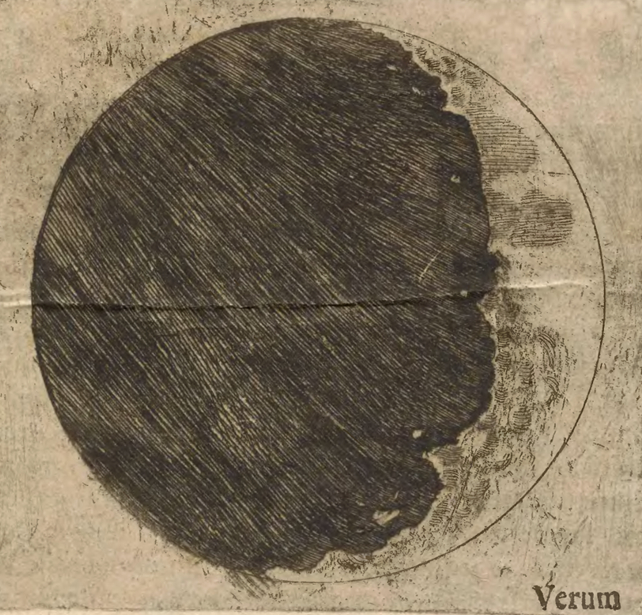
Зроблений Галілеєм ескіз гір на серповидній луні, який опубліковано в Sidereus Nuncius

У тезі Дюгема-Квайна стверджується, що ніяка наукова гіпотеза сама по собі не здатна робити прогнози. Замість цього, для отримання прогнозів з гіпотези зазвичай потрібні припущення про те, що кілька інших гіпотез правильні; наприклад, експеримент працює так, як було передбачено, або що попередня наукова теорія досить точна.
Можна навести дуже простий приклад, який ілюструє справедливість тези Дюгема-Квайна. Нехай у нас є два припущення: 1) Земля — плоска; 2) Земля має сферичну форму. Здавалося б, можна легко перевірити, яка з гіпотез правильна, за допомогою простого експерименту — спостереження. Простежимо, як ховається корабель, який підійшов до лінії горизонту: відразу чи він зникає за горизонтом, або цей процес відбувається поступово, так що спочатку зникає з поля зору нижня частина корабля і лише потім верхня. Те, що корабель видаляється другим способом, тобто Поступово, здавалося б незаперечно доводить, що правильна друга гіпотеза, згідно з якою Земля має кулясту форму. Однак, насправді, пройдений експеримент підтверджує не одну цю гіпотезу, а систему гіпотез, що складається з двох припущень. Одне з них — допущення про кулястість Землі; інша — гіпотеза про те, що світло поширюється по прямій. Цей же експеримент міг би вважатися таким, що підтверджує і іншу, альтернативну, систему гіпотез: 1) Земля є плоскою і 2) світло не поширюється прямолінійно

## Приклад з астрономії Галілея
Піонерська робота Галілео Галілея в застосуванні телескопа до астрономічного спостереження зустрілася з критикою  від впливових скептиків. Вони заперечували істинність його найбільш вражаючих звітів, наприклад про те, що на Місяці були гори і супутники навколо Юпітера.
Зокрема, деякі видатні філософи, особливо сумнозвісний Чезаре Кремоніні, відмовлялися дивитися у телескоп, мотивуючи тим, що цей інструмент можливо містить у собі дефекти, що породжують ілюзії гір або супутників, які не видимі неозброєному окові. Це призвело до недодетермінації , коли аргументація на користь оптичних дефектів вважається суттєвою та рівною аргументації на користь вивчення нових небесних явищ. 
На початку 17 століття сучасна версія тези Дуема-Квайна ще не була сформульована, але прості заперечення проти таких хитромудрих і спеціальних неявних допоміжних припущень, безумовно, можна було б  використати. Почнемо з того, що механізм (галілейських) телескопів пояснювався геометричною оптикою, а природа об'єктів, які вони мали, була послідовною; наприклад, далеке озеро не буде нагадувати дерево, коли його побачать через телескоп. ‘’Поведінка ‘’телескопів на Землі заперечувала будь-які підстави стверджувати, що вони можуть  породжувати ілюзії об’єктів в небі (такі як видимі супутники). Факти також не дали підстави стверджувати, що вони можуть створити ще інші, більш складні  ілюзії, які принципово відрізняються від супутників, таких як Місячні гори, які відкидають тіні, що змінюються відповідно до напрямку сонячного освітлення.
На практиці, звичайно,  аргументи супротивників  були безглузді, але характер суперечки був яскравим прикладом того, як різні  системи (зазвичай неявних) допоміжних припущень можуть підтримувати взаємно суперечливі гіпотези щодо однієї теми. З точки зору будь-якої з варіантів теорії Дюгема-Квайна, якщо потрібно вибрати найбільш життєздатні робочі гіпотези,  необхідно вивчити виправданість допоміжних припущень разом з основними гіпотезами.

## П’єр Дюгем
Якою б популярною не була теза Дюгема-Куайна, в реальності П’єр Дюгем та Уіллард Ван Орман Квайн сформулювали зовсім різні тези. Дюгем вважав, що лише в галузі фізики неможливо виділити окрему гіпотезу для перевірки. Він говорить недвозначно, що експериментальна теорія у фізиці не те ж саме, що і в таких областях, як фізіологія і деякі галузі хімії. Також концепція Дюгема про "теоретичну групу" має свої межі, оскільки він стверджує, що не всі концепції логічно пов'язані одна з одною. Він не включав априорних дисциплін, таких як логіка і математика в рамках теоретичних груп у фізиці, оскільки вони не можуть бути перевірені.

## Віллард Ван Орман Квайн
Квайн, з іншого боку, у роботі "дві догми емпіризму" представляє набагато сильнішу версію недодетермінації в науці. Його теоретична група охоплює всі галузі знань, включаючи математику та логіку. Він розглядав цілісність людського знання як єдину одиницю емпіричного значення. Квайн не бачив принципової різниці між богами Гомера (Homer's gods) і фізичними об'єктами (physical objects) з точки зору епістемології, але виявляв різницю з точки зору прагматики.
Квайн навіть вважав, що логіка та математика також можуть бути переглянуті у світлі досвіду, та наводив квантову логіку як доказ цього. Роками пізніше він відмовився від цього ствердження; в своїй книзі «Філософія логіки» він каже, що переглядати логіку позначало би по суті «зміну предмету». У класичній логіці зв’язки встановлюються за істинними значеннями. В багатозначній логіці зв’язки мають інше значення, ніж в класичній логіці. Що стосується квантової логіки, то це навіть не логіка, заснована на значеннях істини, тому логічні зв'язки втрачають своє первісне значення класичної логіки. Куайн також зазначає, що девіантна логіка зазвичай не має простоти класичної логіки і не настільки плідна.